# A pince (film, 2017)
A pince (angolul: The Basement) 2017-ben bemutatott amerikai–magyar-angol misztikus horrorfilm, amit Illés László rendezett. A főszerepben Caroline Boulton, Szekér Gergő, Gera Marina és Richard Rifkin látható.

## Történet
Nemzetközi cserediákok lediplomázásuk alkalmából házibulit szerveznek, aminek hamar véget vett a rendőrség, ezért más találnak ki: szellemet idéznek. Ezt követően furcsa dolgok kezdődnek, ráadásul egyik társuk is eltűnik. A nyomok a ház titkos pincéjébe vezetnek, ahol mindannyian életveszélybe kerülnek.

## Szereplők
- Caroline Boulton – Suzie
- Szekér Gergő – Tomi (Rézvári Tamás)
- Gera Marina – baba maszkos
- Richard Rifkin – Kránicz
- Takács Zalán – Kolos
- Tom Nguyen – Woo-Jin
- Sherin Bors – Ayame
- Gondor Laci – Lucas
- Varga Csenge Boglárka – Lucy
- Shawn Michael Clankie – lovas álarcot viselő fiú
- Páll Zsolt – rendőr 1.
- Füle Zoltán – rendőr 2.